# Бриджтон (Північна Кароліна)
Бриджтон (англ. Bridgeton) — місто (англ. town) в США, в окрузі Крейвен штату Північна Кароліна. Населення — 349 осіб (2020).

## Географія
Бриджтон розташований за координатами 35°7′42″ пн. ш. 77°0′43″ зх. д. / 35.12833° пн. ш. 77.01194° зх. д. (35.128353, -77.011986).  За даними Бюро перепису населення США в 2010 році місто мало площу 3,96 км², з яких 3,95 км² — суходіл та 0,01 км² — водойми. В 2017 році площа становила 5,21 км², з яких 5,20 км² — суходіл та 0,01 км² — водойми.

## Демографія
Згідно з переписом 2010 року, у місті мешкали 454 особи в 202 домогосподарствах у складі 124 родин. Густота населення становила 115 осіб/км².  Було 233 помешкання (59/км²).
Расовий склад населення:
| - 81,5 % — білих - 11,9 % — чорних або афроамериканців - 0,4 % — корінних американців - 0,2 % — вихідців з тихоокеанських островів - 0,2 % — азіатів - 1,3 % — осіб інших рас |

До двох чи більше рас належало 4,4 %. Частка іспаномовних становила 4,6 % від усіх жителів.
За віковим діапазоном населення розподілялося таким чином: 20,0 % — особи молодші 18 років, 61,9 % — особи у віці 18—64 років, 18,1 % — особи у віці 65 років та старші. Медіана віку мешканця становила 44,0 року. На 100 осіб жіночої статі у місті припадало 81,6 чоловіків;  на 100 жінок у віці від 18 років та старших — 86,2 чоловіків також старших 18 років.
Середній дохід на одне домашнє господарство  становив 75 015 доларів США (медіана — 73 214), а середній дохід на одну сім'ю — 79 982 долари (медіана — 72 188). За межею бідності перебувало 6,3 % осіб, у тому числі 26,8 % дітей у віці до 18 років та 0,0 % осіб у віці 65 років та старших.
Цивільне працевлаштоване населення становило 155 осіб. Основні галузі зайнятості: освіта, охорона здоров'я та соціальна допомога — 19,4 %, виробництво — 14,2 %, публічна адміністрація — 11,6 %, науковці, спеціалісти, менеджери — 10,3 %.